# Ralph Erwin
Ralph Erwin   (Bielsko-Biała, 31 d'octubre de 1896 - Beaune-la-Rolande, 15 de maig de 1943) originalment Erwin Vogl, va ser un compositor francès d'origen austríac de diverses partitures de pel·lícules.

## Carrera
Erwin Vogl va néixer a Bielitz, a la part de Silèsia que aleshores formava part de l'Imperi Austrohongarès. Va servir a l'exèrcit austríac durant la Primera Guerra Mundial.
Després de la guerra, Erwin es va consolidar com el principal compositor alemany. Va tenir un gran èxit amb I Kiss Your Hand, Madame ("Li beso la mà Senyora"), que va aparèixer a la pel·lícula del mateix títol de 1929. La cançó es va convertir en la melodia de la firma de Richard Tauber. Va ser utilitzat de manera destacada a la pel·lícula Baby Face de 1933 i Bing Crosby també va cantar posteriorment una versió anglesa, a The Emperor Waltz (1948)
Erwin era jueu i, després de l'ascens al poder dels nazis el 1933, es va exiliar a França. Allà, va continuar treballant en partitures de pel·lícules. Erwin encara estava al país durant l'ocupació nazi de França i finalment va ser arrestat. Va morir al camp d'internament de Beaune-la-Rolande.

## Filmografia seleccionada
- I Kiss Your Hand, Madame (1929)
- Le Roi des resquilleurs (1930)
- The Little Escapade (1931)
- When Love Is Over (1931)
- Amourous Adventure (1932)
- The Importance of Being Earnest (1932)
- Madame Makes Her Exit (1932)
- The Beautiful Adventure (1932)
- You Don't Forget Such a Girl (1932)
- Baby Face (1933)
- A Weak Woman (1933)
- Let's Touch Wood (1933)
- Monsieur Sans-Gêne (1935)
- Storm Over Asia (1938)